# Morland, Kansas
Morland là một thành phố thuộc quận Graham, tiểu bang Kansas, Hoa Kỳ. Năm 2010, dân số của xã này là 154 người.

## Dân số
Dân số các năm:
- Năm 2000: 164 người
- Năm 2010: 154 người